# Le Masque vide
Le Masque Vide (1928) est une peinture à l'huile de l'artiste surréaliste belge René Magritte.

## Description
Dans son essai les Mots et les Images, publié en 1929, Magritte a observé que chaque image « suggère qu'il y en a d'autres derrière elle ». Posées dans les cases asymétriques d'un châssis irrégulier, ces images sont un ciel, un rideau de plomb orné de clochettes, une façade de maison, une feuille de papier découpé, une forêt et des flammes. 
Le titre évoque la peur de l'invisible qui imprègne l'œuvre de l'artiste et reflète la fascination des surréalistes avec le subconscient. La peinture a été achetée en 1973 et est exposée au Musée national du Pays de Galles, à Cardiff.